# キャンドル・ビジル

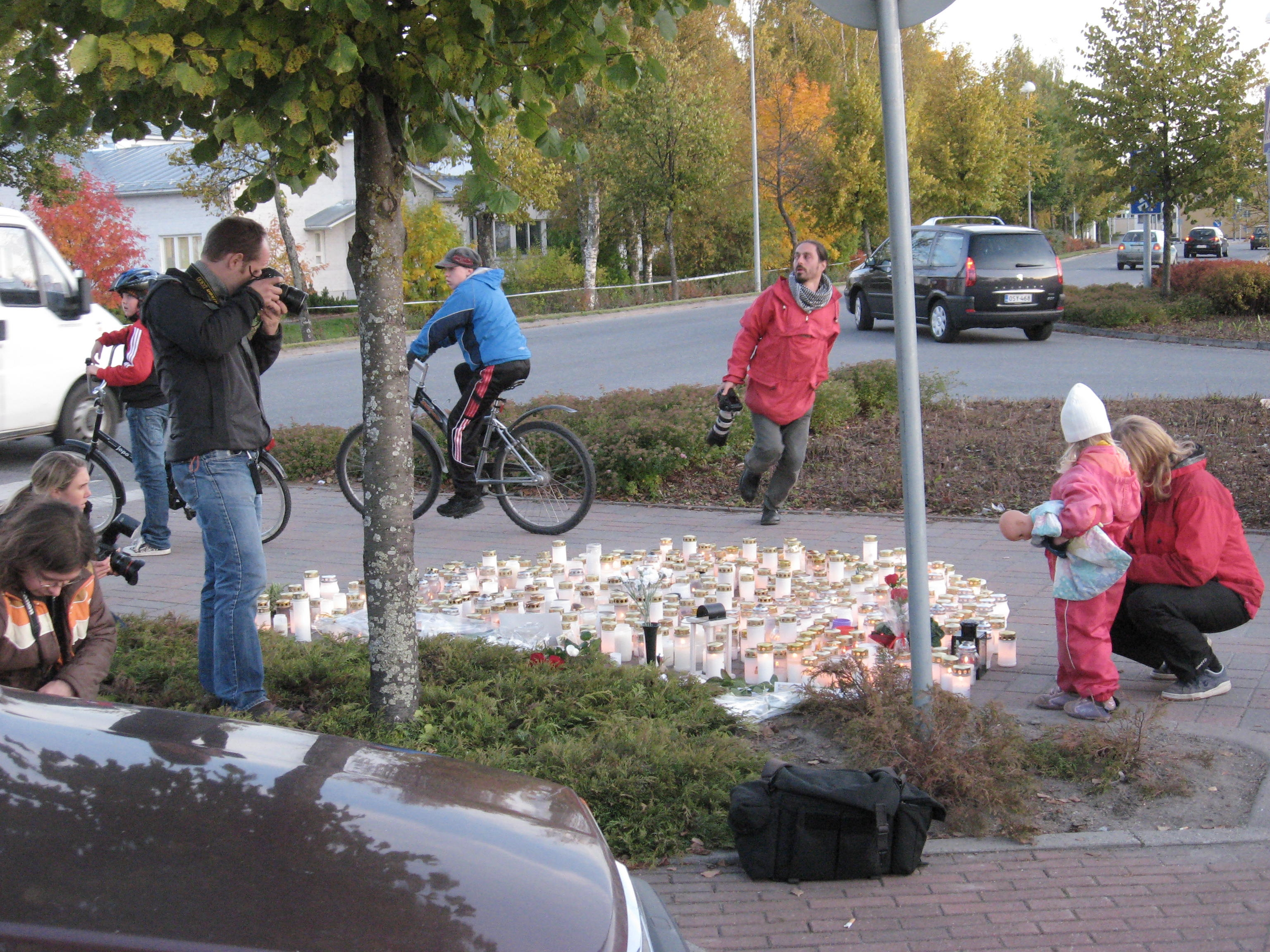
フィンランドのカウハヨキで銃乱射事件の翌日に行われたビジルに集まる住民と報道陣

キャンドル・ビジル（英: Candlelight vigil）とは、日没後に野外でろうそくを持参して行われる集会。周縁化された集団の受ける苦痛に対する抗議として行われる場合もあり、また、疾病・災害・虐殺やその他の惨劇によって失われた命を記念するために行われる場合もある。後者の場合、キャンドルライト・メモリアルと呼ばれることも多い。
大規模なキャンドル・ビジルでは、PA機器が用いられ、演者が招かれるとともに、地元の・または全国的なメディアによって報道されることがある。
ビジルは、宗教的・霊的な目的でも行われる。クリスマス・イヴには、多くの教会で燭火礼拝が行われる。